# Alyssum granatense
Alyssum granatense é uma espécie de planta com flor pertencente à família Brassicaceae. 
A autoridade científica da espécie é Boiss. & Reut., tendo sido publicada em Pugill. Pl. Afr. Bor. Hispan. 9 (1852).

## Portugal
Trata-se de uma espécie presente no território português, nomeadamente em Portugal Continental.
Em termos de naturalidade é nativa da região atrás indicada.

## Protecção
Não se encontra protegida por legislação portuguesa ou da Comunidade Europeia.